# تشاي جي غونغ
تشاي جي غونغ (بالهانغل: 채제공، وبالهانجا: 蔡濟恭. ولد في 1720 ومات في 1799) هو عالم ومسؤول حكومي في مملكة جوسون. خدم تشاي كرئيس وزراء جوسون في سنة 1993.